# 11 decembrie
ianuarie • februarie • martie  • aprilie  • mai  • iunie  • iulie  • august  • septembrie  • octombrie  • noiembrie  • decembrie
11 decembrie este a 345-a zi a calendarului gregorian și a 346-a zi în anii bisecți. Mai sunt 20 de zile până la sfârșitul anului.

## Evenimente

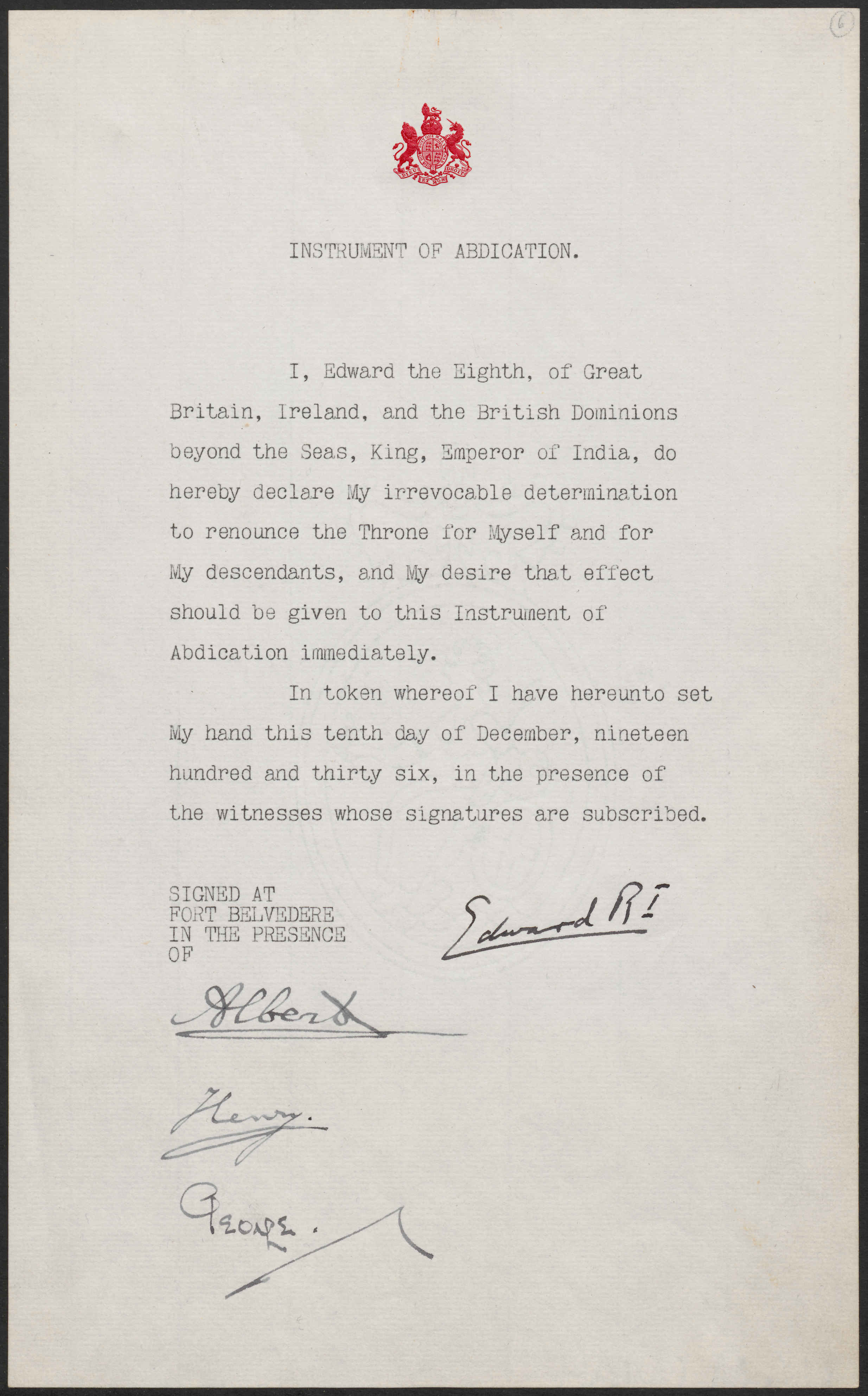
1936: Declarația de abdicare a regelui Eduard al VIII–lea al Marii Britanii

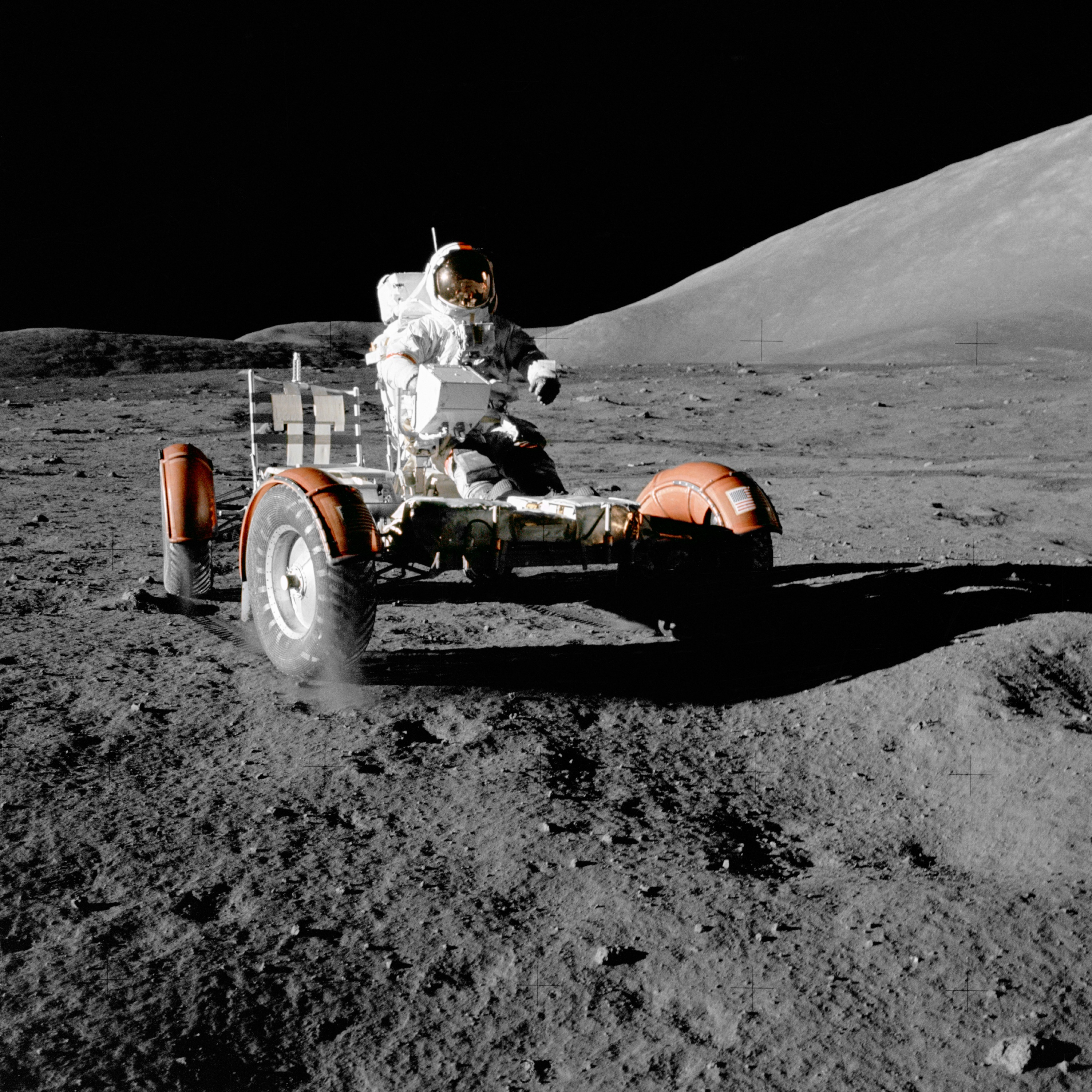
1972: Apollo 17 devine a șasea și ultima misiune Apollo care ajunge pe Lună.

- 1816: Indiana a devenit cel de-al 19–lea stat al Statelor Unite.
- 1835: Prezentarea, pe scena Teatrului „Momulo” din București a primului vodevil românesc - "Triumful amorului", în adaptarea muzicală a lui Ioan Andrei Wachmann.
- 1861: Proclamația către națiune a lui Alexandru Ioan Cuza (1859-1866) prin care aducea la cunoștință oficial ca "Unirea este îndeplinită, naționalitatea română este întemeiată".
- 1886: Dial Square, un club de fotbal din Woolwich, Londra, care avea să devină mai târziu Arsenal FC, a disputat primul său meci, victorie cu 6–0 contra echipei Eastern Wanderers.
- 1901: A fost trimis primul semnal radio transatlantic de către italianul Guglielmo Marconi, de la Poldhu din Cornwall, fiind recepționat de Persy Wright Paget, la St. John, din Newfoundland.
- 1916: Primul Război Mondial: În urma înfrângerilor militare din toamna anului 1916 se formeaza la Iași un guvern de concentrare națională I.C. Brătianu-Take Ionescu.
- 1936: Eduard al VIII–lea, rege al Angliei din 20 ianuarie 1936, anunță, printr–un comunicat radiofonic, abdicarea de la tron, în favoarea fratelui său și opțiunea pentru o viață normală, dincolo de celebritate, alături de femeia pe care o iubește, americana Wallis Simpson.
- 1941: Al Doilea Război Mondial: Germania și Italia declară război Statelor Unite, în urma declarației de război de către SUA asupra Imperiului Japoniei.
- 1941: Al Doilea Război Mondial: Polonia declară război Imperiului Japoniei.
- 1946: Adunarea Generală a Națiunilor Unite a decis înființarea UNICEF cu scopul inițial de a oferi ajutoare de hrană și asistență medicală copiilor din țările devastate de al Doilea Război Mondial.
- 1958: A fost arestat sub acuzația de „uneltire contra orânduirii sociale” filozoful Constantin Noica, condamnat la 24 de ani de muncă silnică, la 1 martie 1960.
- 1964: Che Guevara vorbește la Adunarea Generală a Națiunilor Unite din New York.
- 1972: Apollo 17 devine a șasea și ultima misiune Apollo care ajunge pe Lună.
- 1994: Intrarea trupelor rusești pe teritoriul republicii separatiste Cecenia. Potrivit estimărilor internaționale conflictul s–a soldat cu aproximativ 100 000 de victime dintre care aproximativ 80% din rândul populației civile.
- 2016: Alegeri legislative în România. Prezența la urne a fost de  39,42%; PSD a obținut 45,67%, PNL 20,42% și USR 8,92% din voturile exprimate.

## Nașteri
- 1475: Leo al X-lea, papă (d. 1521)
- 1709: Louise Elisabeth de Orléans, soția regelui Ludovic I al Spaniei (d. 1742)
- 1758: Carl Friedrich Zelter, muzician german (d. 1832)
- 1781: David Brewster, fizician scoțian, cel care a descoperit caleidoscopul (d. 1868)
- 1801: Christian Dietrich Grabbe, dramaturg, exponent al dramei realiste germane din sec. al XIX–lea (d. 1836)
- 1803: Hector Louis Berlioz, compozitor și dirijor și teoretician muzical (d. 1869)
- 1810: Alfred de Musset, dramaturg, poet și romancier francez (d. 1857)
- 1825: Giuseppe Bertini, pictor italian (d. 1898)
- 1830: Kamehameha al V-lea, rege al Insulelor Hawaii (d. 1872)

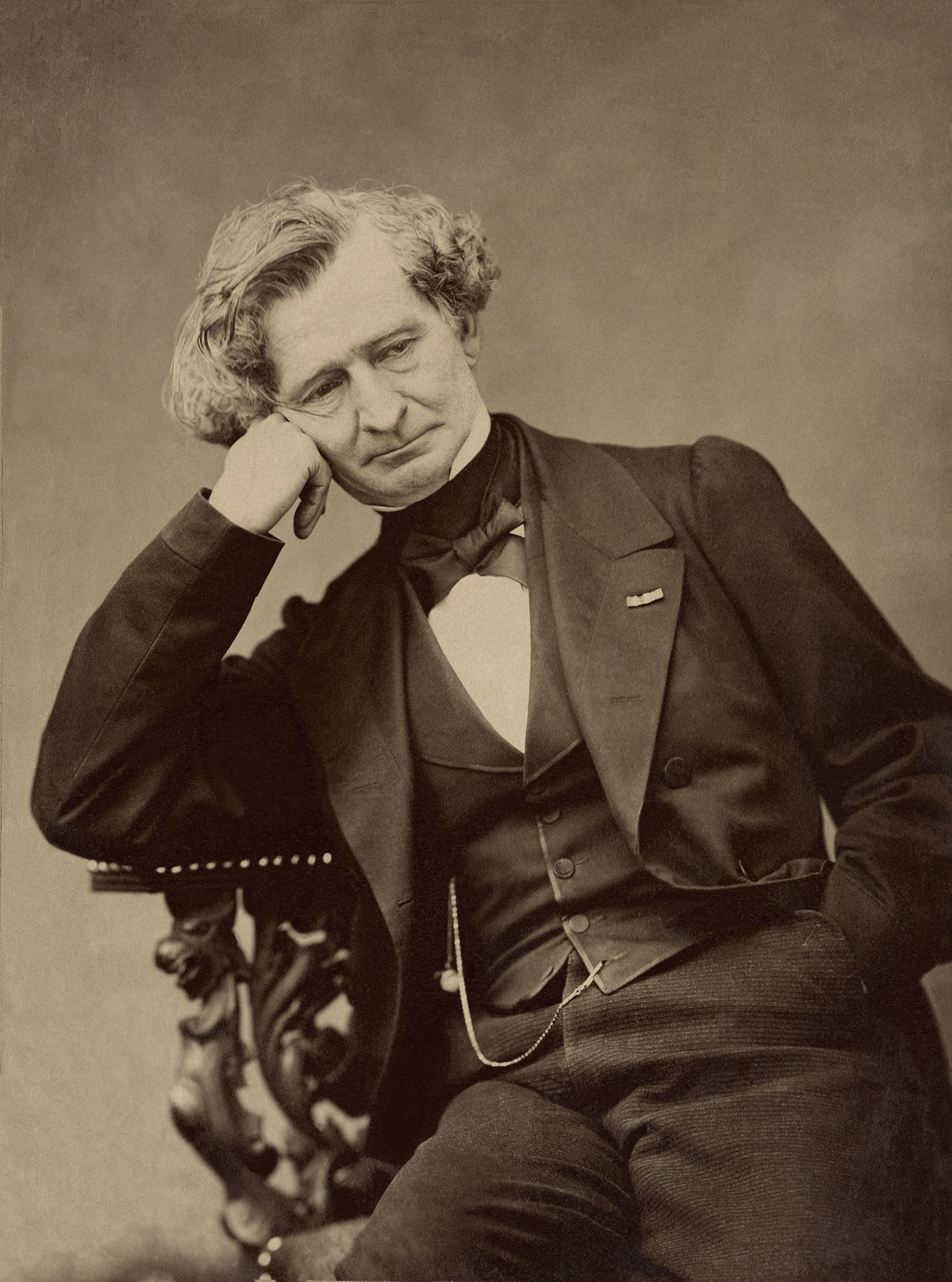
Hector Louis Berlioz, compozitor francez
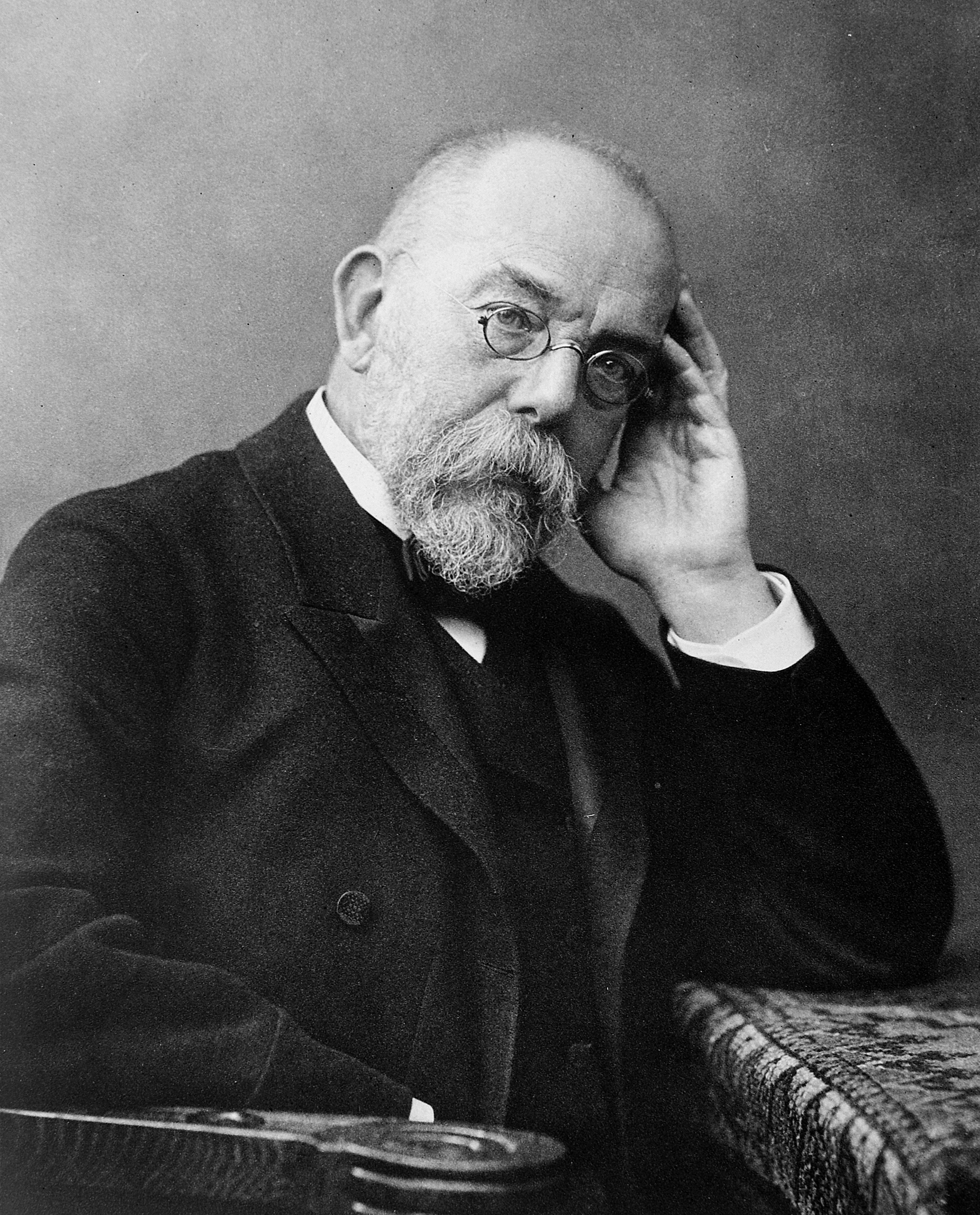
Robert Koch, medic german, laureat Nobel
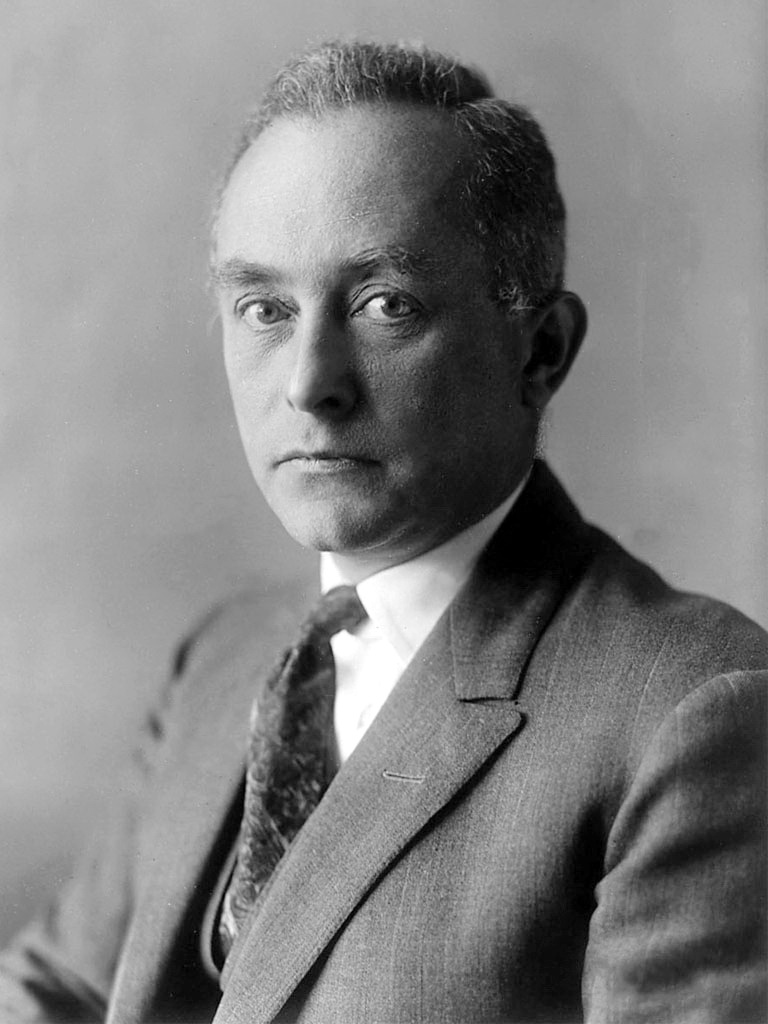
Max Born, fizician german, laureat Nobel

- 1835: Adolf Stoecker, teolog evanghelist și politician german (d. 1909)
- 1843: Robert Koch, medic german ce a descoperit bacilul tuberculozei, laureat al Premiului Nobel în 1905 (d. 1910)
- 1863: Annie Jump Cannon, astronomă americană (d. 1941)
- 1867: Antonio Conte, scrimer italian (d. 1953)
- 1882: Max Born, fizician german, Premiul Nobel pentru Fizică pe anul 1954; a adus contribuții în mecanica cuantică  (d. 1970)
- 1890: Carlos Gardel, autor argentinian de tangouri (d. 1935)
- 1908: Manoel de Oliveira, regizor și scenarist portughez de film (d. 2015)
- 1911: Val Guest, regizor și scenarist englez de film (d. 2006)
- 1911: Naguib Mahfouz, scriitor, laureat al Premiului Nobel (d. 2006)
- 1912: Carlo Ponti, producător de film italian (d. 2007)
- 1913: Jean Marais (Jean Marais–Villain), actor francez  (d. 1998)
- 1918: Aleksandr I. Soljenițîn, scriitor, dramaturg, istoric rus, laureat al Premiului Nobel pentru Literatură pe anul 1970 (d. 2008)
- 1923: Mircea Angelescu, medic infecționist român (d. 2010)
- 1924: Charles Bachman, informatician american (d. 2017)
- 1930: Jean-Louis Trintignant, actor și regizor francez (d. 2022)
- 1935: Pranab Mukherjee, politician indian, al 13-lea președinte al Indiei în perioada 2012-2017 (d. 2020)
- 1942: Szabolcs Imre Cseh, cascador și actor român de origine secuiască (d. 2014)
- 1943: John Kerry, politician american
- 1944: Gianni Morandi, cântăreț și actor italian
- 1947: Teri Garr, actriță americană

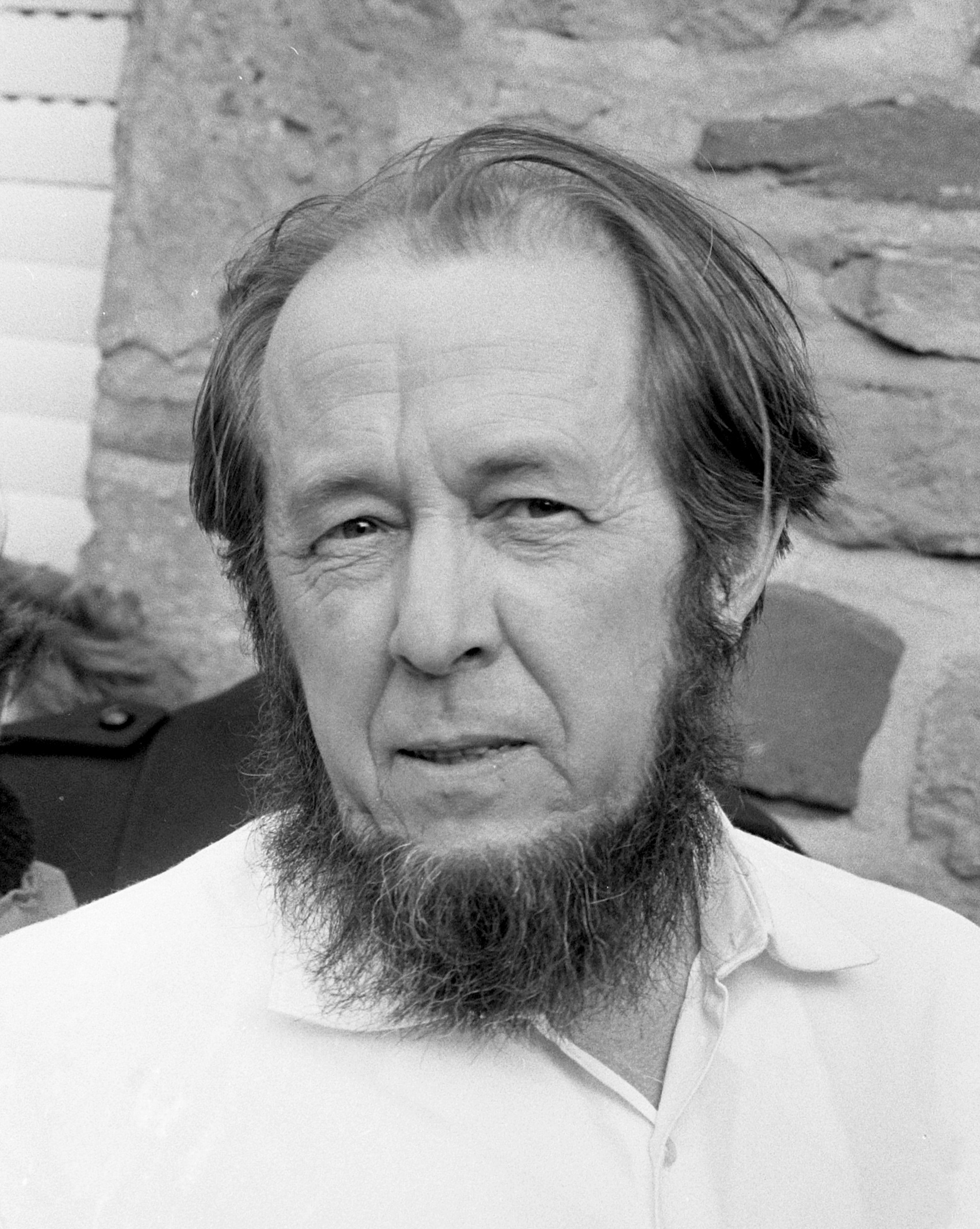
Aleksandr I. Soljenițîn, scriitor rus, laureat Nobel
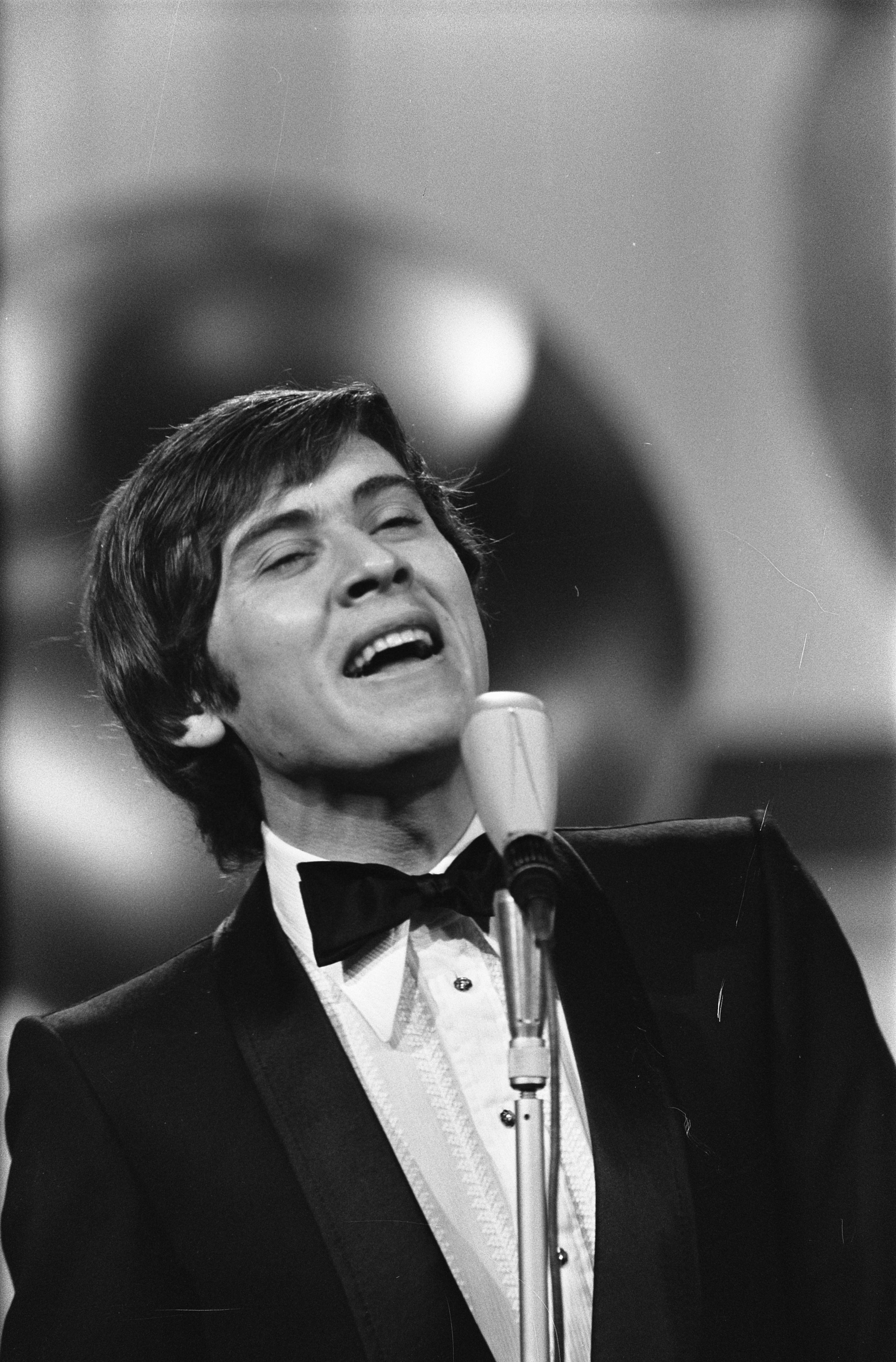
Gianni Morandi, cântăreț și actor italian
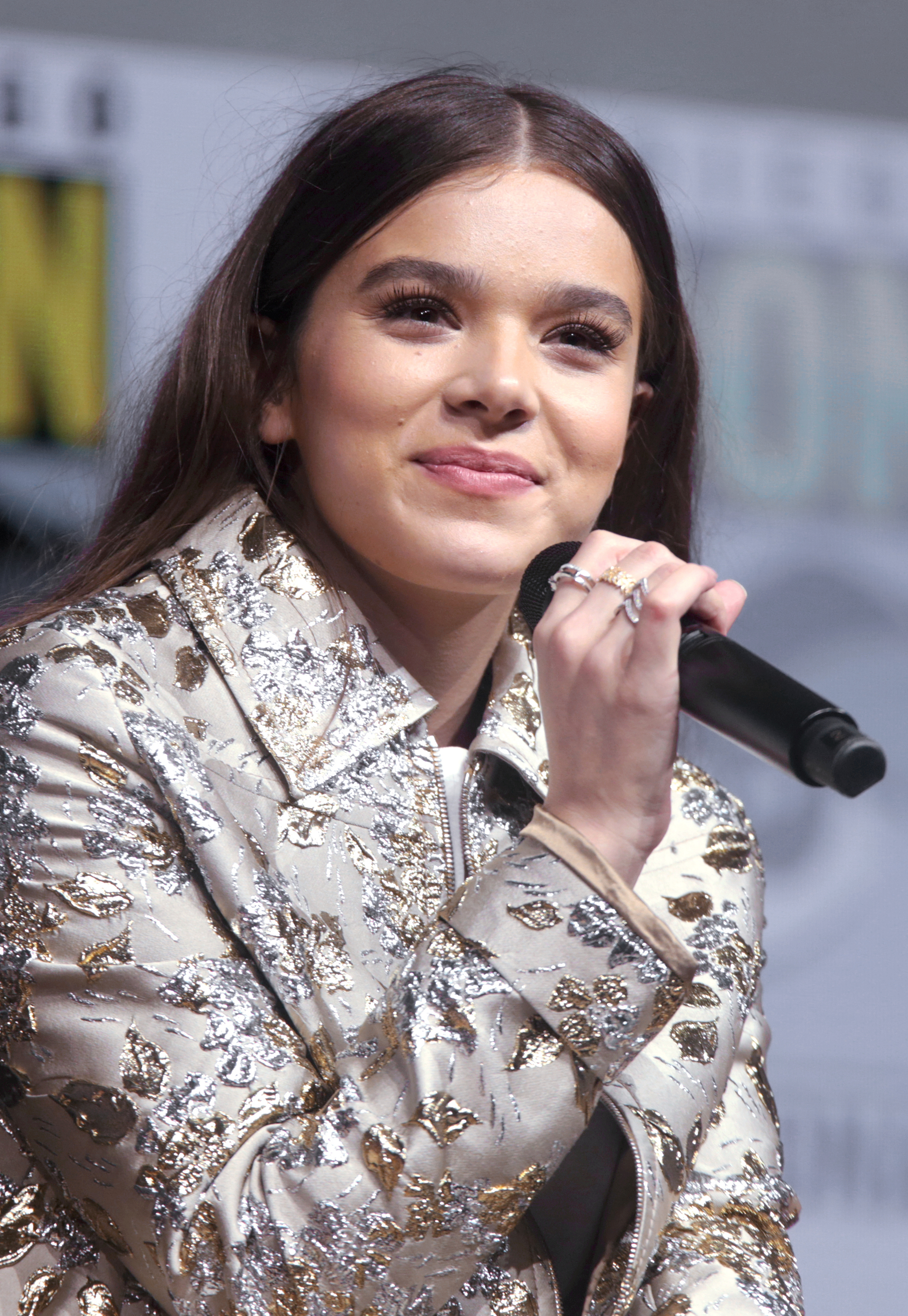
Hailee Steinfeld, actriță americană

- 1952: Andrea De Carlo, scriitor italian
- 1955: Constantin Petrea, politician român
- 1967: Mo'Nique, actriță americană
- 1969: Viswanathan Anand, maestru la șah indian
- 1969: Stig Inge Bjørnebye, fotbalist norvegian
- 1970: Erkan Petekkaya, actor turc
- 1980: Constantin-Alin Bucur, politician român
- 1981: Javier Saviola, fotbalist argentinian
- 1981: Mohamed Zidan, fotbalist egiptean
- 1984: Leighton Baines, fotbalist englez
- 1987: Natalia Gordienco, cântăreață din Republica Moldova
- 1987: Yero Bello, fotbalist nigerian
- 1992: Christophe Laporte, ciclist francez
- 1996: Jack Griffo, actor american
- 1996: Hailee Steinfeld, actriță, model și cântăreață americană

## Decese
- 0384: Papa Damasus I (n. 305)
- 1474: Henric al IV-lea al Castiliei (n. 1425)
- 1581: Arhiducesa Maria de Austria, fiică a împăratului Ferdinand I al Sfântului Imperiu Roman (n. 1531)
- 1582: Fernando Álvarez de Toledo, Duce de Alba, comandant spaniol și om de stat (n. 1507)
- 1628: Cesare d'Este, Duce de Modena (n. 1561)
- 1685: Ludovic al II-lea de Bourbon, le Grand Condé (n. 1621)
- 1694: Ranuccio al II-lea, Duce de Parma (n. 1630)
- 1756: Maria Amalia a Austriei, împărăteasă a Sfântului Imperiu Roman  (n. 1701)
- 1780: Anna Sophie de Schwarzburg-Rudolstadt (n. 1700)

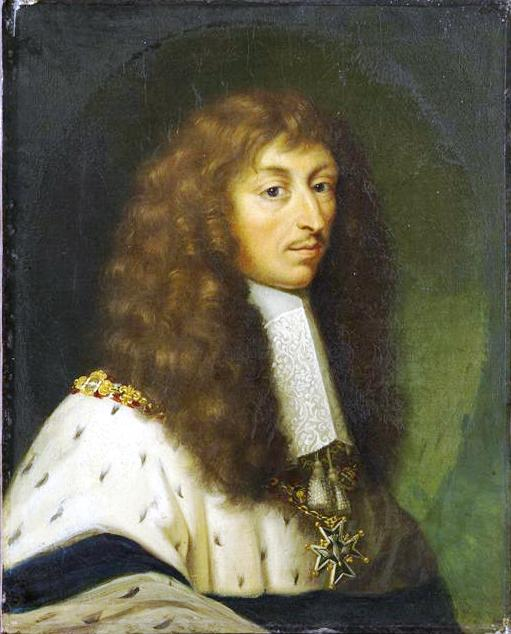
Ludovic al II-lea de Bourbon supranumit Le Grand Condé
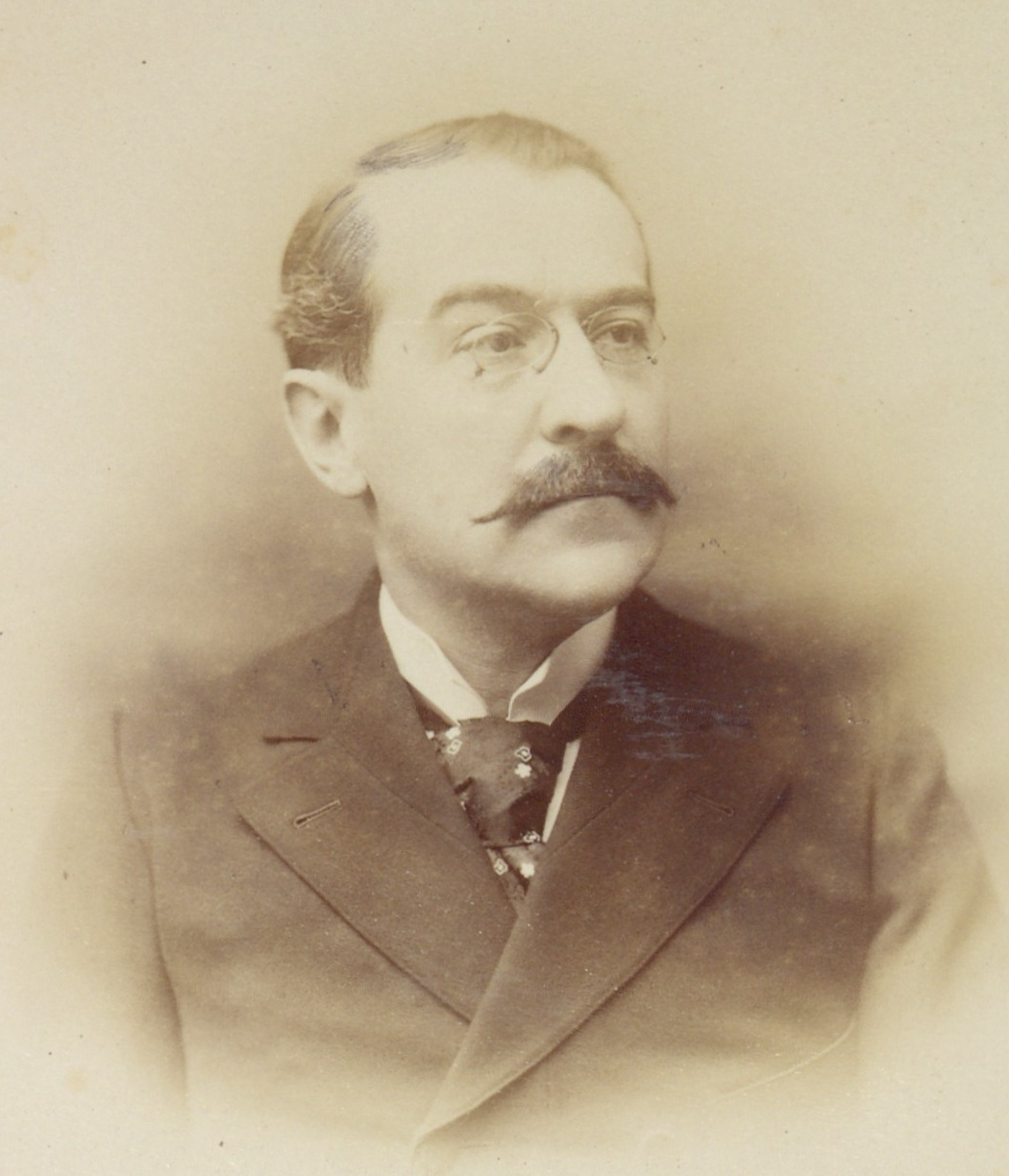
Émile Picard, matematician francez
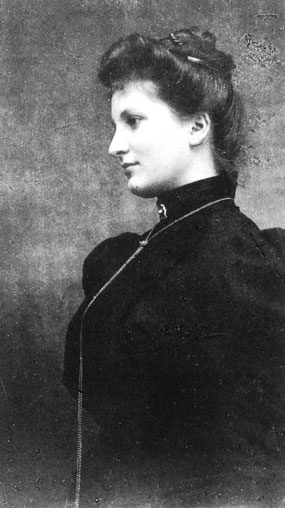
Alma Mahler-Werfel, soția compozitorului Gustav Mahler

- 1784: Anders Johan Lexell, matematician suedezo-rus (n. 1740)
- 1826: Maria Leopoldina a Austriei, împărăteasă a Braziliei, regină a Portugaliei (n. 1797)
- 1840: Împăratul Kōkaku al Japoniei (n. 1771)
- 1937: Ludwig Hermann Fabini, ofițer sas, general austro-ungar (n. 1861)
- 1938: Christian Lous Lange, om politic norvegian, laureat al Premiului Nobel pentru Pace pe anul 1921 (n. 1869)
- 1941: Émile Picard, matematician francez (n. 1856)
- 1949: Charles Dullin, regizor de teatru, actor de teatru și film francez (n. 1885)
- 1950: Ernst II, Prinț de Hohenlohe-Langenburg (n. 1863)
- 1961: Alexandru Săvulescu, jucător și antrenor român de fotbal (n. 1898)
- 1964: Alma Mahler-Werfel, soția compozitorului Gustav Mahler (n. 1879)
- 1978: Vincent du Vigneaud, biochimist, laureat al Premiului Nobel pentru Chimie pe anul 1955 (n. 1901)
- 1980: Prințesa Victoria Luise a Prusiei, singura fiică din cei șapte copii ai împăratului Wilhelm al II-lea al Germaniei (n. 1892)
- 1993: Elvira Popescu, actriță de teatru și film stabilită în Franța (n. 1896)
- 1995: Florea Fătu, fotbalist român (n. 1924)
- 2007: Carl Ludwig de Habsburg-Lorena, fiu al împăratului Carol I al Austriei (n. 1918)
- 2011: Leonida Lari, poetă, traducătoare și politiciană (n. 1949)
- 2011: Mihnea Gheorghiu, scriitor și traducător român (n. 1919)
- 2015: Mihai Adam, fotbalist român (n. 1940)
- 2020: Octavian Andronic, caricaturist și jurnalist român (n. 1946)
- 2020: Kim Ki-duk, regizor, scenarist, producător de film sud-coreean (n. 1960)
- 2020: Alexandru Surdu, filosof român (n. 1938)
- 2021: Anne Rice, scriitoare americană (n. 1941)

## Sărbători
- Sfântul Cuvios Daniil Stâlpnicul (calendar creștin-ortodox; calendar greco-catolic)
- Sfântul Cuvios Luca cel Nou Stâlpnicul (calendar creștin-ortodox)
- Sfântul Damasus I (calendar romano-catolic)
- Ziua internațională a munților (ONU) (din 2003)